# Karl Zimmermann (Fußballfunktionär, 1932)
Karl Zimmermann (* 17. Januar 1932 in Döbeln; † 17. Dezember 1987 in Berlin) war ein Fußballfunktionär der DDR.

## Leben
Zimmermann, Sohn eines Arbeiters, erlernte von 1946 bis 1949 den Beruf des Wollstoffmachers und war danach als Weber tätig. Er wurde Angehöriger der Kasernierten Volkspolizei (KVP) und 1956 der Nationalen Volksarmee (NVA). Er diente im Fla-Raketenregiment „Kurt Kresse“ und wurde als Leutnant entlassen. Zimmermann schloss sich 1953 der Sozialistischen Einheitspartei Deutschlands (SED) an und wurde nach seinem Wehrdienst Mitarbeiter der SED-Kreisleitung Döbeln. Von 1961 bis 1964 fungierte er als Erster Stellvertreter und von 1964 bis 1970 als Vorsitzender des Rates des Kreises Döbeln. Nach einem Studium an der Parteihochschule „Karl Marx“ von 1970 bis 1973 mit dem Abschluss als Diplom-Gesellschaftswissenschaftler war er von 1973 bis 1974 Leiter der Arbeitsgruppe Staat und Recht der SED-Bezirksleitung Leipzig. Von Februar 1974 bis Februar 1983 übte er die Funktion des Ersten Stellvertreters des Vorsitzenden des Rates des Bezirkes Leipzig aus (Nachfolger von Eberhard Ammon). Er war Abgeordneter des Bezirkstages Leipzig.
Zimmermann wurde am 2. Februar 1983 in den Bundesvorstand des Deutschen Turn- und Sportbundes (DTSB) kooptiert und als Vizepräsident gewählt. Auf einer außerordentlichen Präsidiumssitzung des Deutschen Fußball-Verbandes (DFV) wurde er zwei Tage später zum Generalsekretär des DFV berufen. Gegenüber seinem Vorgänger Werner Lempert erhielt Zimmermann erweiterte Befugnisse. Er übte diese Funktionen bis zu seinem Tode aus, sein Nachfolger wurde Wolfgang Spitzner.

## Auszeichnungen
- Vaterländischer Verdienstorden in Bronze und 1977 in Silber